# Estação Custóias

A Estação Custóias é parte do Metro do Porto, e localiza-se na zona do Grande Porto.